# Комитет Верховной рады Украины
Комитет Верховной рады Украины (укр. Комітет Верховної Ради України) — орган Верховной рады Украины, собрание народных депутатов Украины для осуществления по отдельным направлениям законопроектной работы, подготовки и предварительного рассмотрения вопросов, отнесенных к полномочиям Верховной рады Украины, выполнения контрольных функций.
Верховная рада Украины каждого созыва утверждает количество комитетов, их названия и предметы ведения, устанавливает минимальное и максимальное количество лиц, которые могут входить в состав одного комитета. Персональный состав комитетов формируется Верховной радой нового созыва путем избрания председателей, первых заместителей, заместителей председателей, секретарей и членов комитетов. Избрание народных депутатов Украины в состав комитетов осуществляется на основе предложений депутатских фракций, внесенных с соблюдением квот, определенных Регламентом Верховной рады. Если количество членов депутатской фракции в Верховной раде Украины равно количеству комитетов или больше чем количество комитетов, депутатские фракции направляют не менее чем по одному представителю в каждый комитет Верховной рады Украины.
Главы комитетов, первые заместители, заместители и секретари комитетов не могут быть одновременно руководителями депутатских фракций. Глава комитета, его первый заместитель и секретарь комитета не могут быть членами одной фракции. В состав комитетов не могут быть избраны председатель Верховной рады Украины, первый заместитель и заместитель председателя Верховной рады Украины.

## История
До 1997 года в Верховной раде действовали постоянные комиссии, которые по требованию принятой конституции Украины (ст. 89 и п. 1 раздела XV) были преобразованы в соответствующие комитеты.

### Верховная рада Украины IX созыва
В IX созыве работают 23 комитета:
| Название комитета | Количественный состав |
| --- | --------------------- |
| Комитет Верховной рады Украины по вопросам аграрной и земельной политики, | 30                    |
| Комитет Верховной рады Украины по вопросам антикоррупционной политики, | 18                    |
| Комитет Верховной рады Украины по вопросам бюджета, | 34                    |
| Комитет Верховной рады Украины по вопросам гуманитарной и информационной политики, | 17                    |
| Комитет Верховной рады Украины по вопросам экологической политики и природопользования, | 18                    |
| Комитет Верховной рады Украины по вопросам экономического развития, | 16                    |
| Комитет Верховной рады Украины по вопросам энергетики и жилищно-коммунальных услуг, | 24                    |
| Комитет Верховной рады Украины по вопросам здоровья нации, медицинской помощи и медицинского страхования, | 15                    |
| Комитет Верховной рады Украины по вопросам внешней политики и межпарламентского сотрудничества, | 14                    |
| Комитет Верховной рады Украины по вопросам интеграции Украины с Европейским союзом, | 9                     |
| Комитет Верховной рады Украины по вопросам молодёжи и спорта, | 7                     |
| Комитет Верховной рады Украины по вопросам национальной безопасности, обороны и разведки, | 18                    |
| Комитет Верховной рады Украины по вопросам организации государственной власти, местного самоуправления, регионального развития и градостроительства, | 27                    |
| Комитет Верховной рады Украины по вопросам образования, науки и инноваций, | 12                    |
| Комитет Верховной рады Украины по вопросам прав человека, деоккупации и реинтеграции временно оккупированных территорий в Донецкой, Луганской областях и Автономной Республики Крым, города Севастополь, национальных меньшинств и межнациональных отношений, | 16                    |
| Комитет Верховной рады Украины по вопросам правовой политики, | 22                    |
| Комитет Верховной рады Украины по вопросам правоохранительной деятельности, | 25                    |
| Комитет Верховной рады Украины по вопросам Регламента, депутатской этики и организации работы Верховной рады Украины, | 11                    |
| Комитет Верховной рады Украины по вопросам свободы слова, | 5                     |
| Комитет Верховной рады Украины по вопросам социальной политики и защиты прав ветеранов, | 9                     |
| Комитет Верховной рады Украины по вопросам транспорта и инфраструктуры, | 23                    |
| Комитет Верховной рады Украины по вопросам финансов, налоговой и таможенной политики, | 34                    |
| Комитет Верховной рады Украины по вопросам цифровой трансформации, | 10                    |
| Народные депутаты, которые не входят в состав ни одного комитета, | 9                     |